# SN 2006dn
SN 2006dn – supernowa typu Ib odkryta 15 lipca 2006 roku w galaktyce UGC 12188. Jej maksymalna jasność wynosiła 17,07m.